# Liste der Biografien/Ic
Liste der Biografien |
Portal Biografien |
Personensuche
# |
A |
B |
C |
D |
E |
F |
G |
H |
I |
J |
K |
L |
M |
N |
O |
P |
Q |
R |
S |
T |
U |
V |
W |
X |
Y |
Z |
?
 
Ia |
Ib |
Ic |
Id |
Ie |
If |
Ig |
Ih |
Ii |
Ij |
Ik |
Il |
Im |
In |
Io |
Ip |
Iq |
Ir |
Is |
It |
Iu |
Iv |
Iw |
Ix |
Iy |
Iz
Die Liste der Biografien führt alle Personen auf, die in der deutschsprachigen Wikipedia einen Artikel haben. Dieses ist eine Teilliste mit 135 Einträgen von Personen, deren Namen mit den Buchstaben „Ic“ beginnt.

## Ic

### Ica
- Icahn, Carl (* 1936), US-amerikanischer Milliardär und Investor
- Icardi, Mauro (* 1993), argentinisch-italienischer Fußballspieler
- Icart i de Subirats, Lluís, katalanischer Dichter
- Icart, Louis (1888–1950), französischer Maler, Graveur und Illustrator
- Icart, Martín (* 1984), uruguayischer Fußballspieler
- Icaza González, Eusebio Antonio de (* 1948), mexikanischer Botschafter
- Icaza Sánchez, Ernesto (1866–1935), mexikanischer Maler
- Icaza y León, Francisco Asís de (1903–1985), mexikanischer Diplomat
- Icaza, Jorge (1906–1978), ecuadorianischer Autor und Theaterregisseur
- Icaza, Miguel de (* 1972), mexikanischer Software-Entwickler, Mitbegründer der Firma Ximian und des Mono-Projektes

### Ice
- Ice Cube (* 1969), US-amerikanischer Rapper und Schauspieler
- Ice MC (* 1965), britischer Sänger und Rapper
- Ice Spice (* 2000), US-amerikanische Rapperin
- Ice-T (* 1958), US-amerikanischer Rapper und SchauspielerIce-T (* 1958)
- Icekiid (* 1996), dänischer Rapper
- Icel, König von Mercia

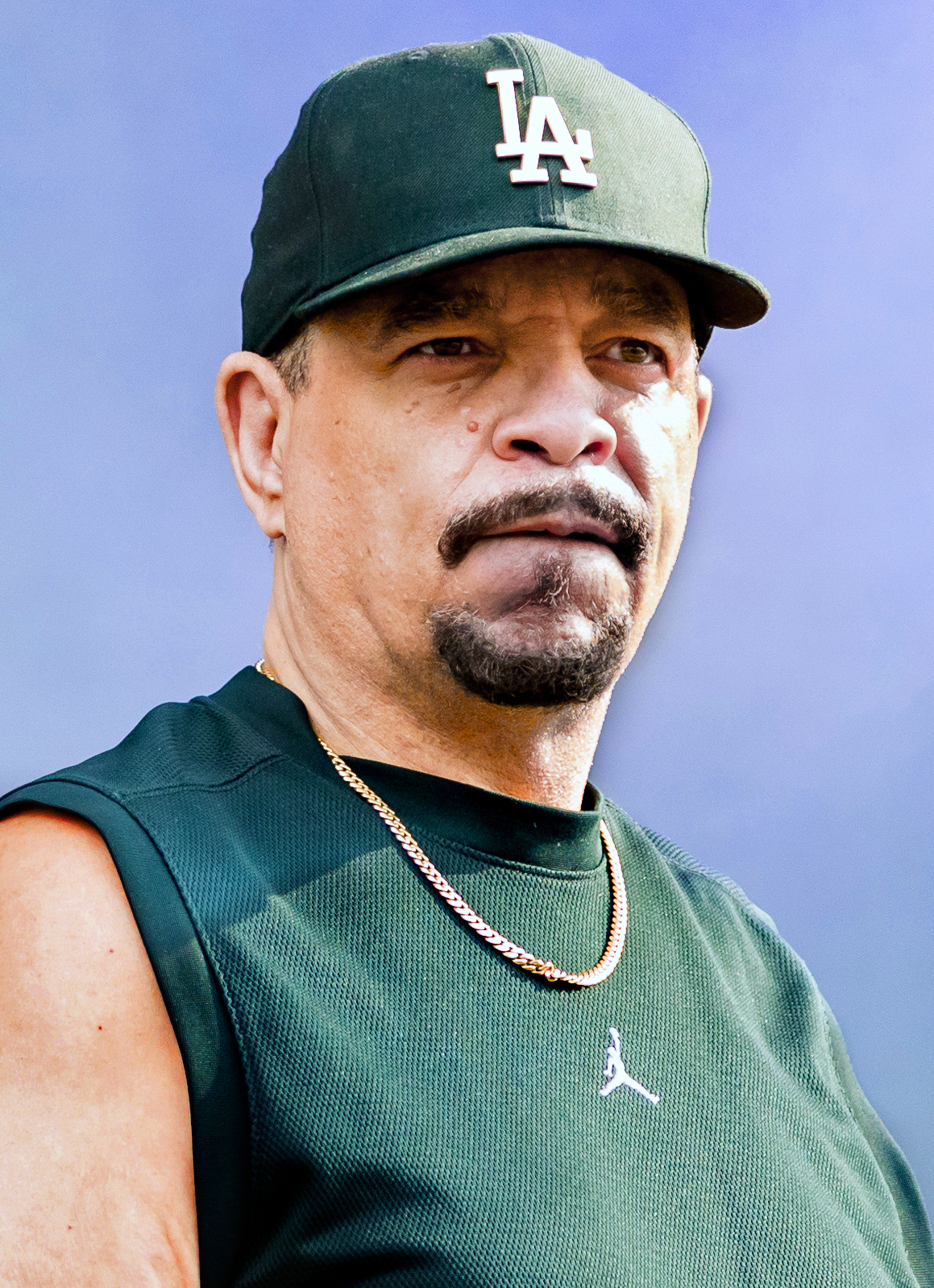
Ice-T (* 1958)

- İçer, Kamil (* 1993), türkischer Fußballspieler
- Iceta, Mario (* 1965), spanischer Theologe und römisch-katholischer Erzbischof von Burgos

### Ich
- Icha, Ferdinand (* 1933), österreichischer Politiker (SPÖ)
- Icha, Oskar (1886–1945), österreichischer Bildhauer
- Ichac, Marcel (1906–1994), französischer Bergsteiger, Filmregisseur und Pionier des Bergfilms
- Ichane, Joachim (* 1986), französischer Fußballspieler
- Ichazo, Oscar (1931–2020), bolivianischer Philosoph, Esoteriker
- Ichazo, Salvador (* 1992), uruguayischer Fußballspieler
- Ichbiah, Jean (1940–2007), französischer Informatiker
- Iché, Raoul (* 1945), französischer Fußballspieler
- Iché, René (1897–1954), französischer Bildhauer und Grafiker
- Ichenhaeuser, Eliza (1869–1932), deutsche Frauenrechtlerin und Publizistin
- Ichenhaeuser, Justus (1860–1936), Nationalökonom und Publizist in Berlin
- Ichenhäuser, Anneliese, deutsche Schriftstellerin
- Ichenhäuser, Ernst Zeno (1910–1998), deutscher Schriftsteller und Journalist
- Ichheiser, Gustav (1897–1969), US-amerikanischer Soziologe und Psychologe
- Ichida, Sōichi (1910–1986), japanischer Philatelist
- Ichida, Tadayoshi (* 1942), japanischer Politiker
- Ichiguchi, Masamitsu (* 1940), japanischer Ringer
- Ichihara, Hiroshi (* 1987), japanischer Fußballspieler
- Ichihara, Mitsuki (* 1986), japanischer Fußballspieler
- Ichihara, Rion (* 2005), japanischer Fußballspieler

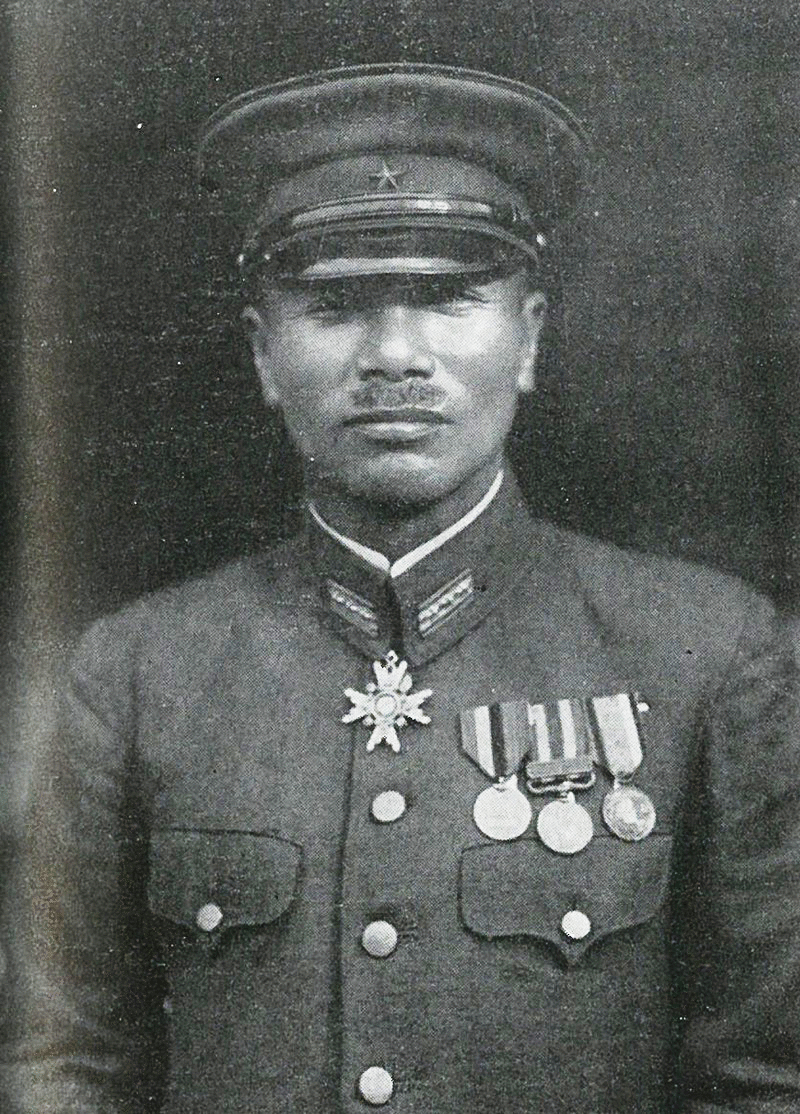
Ichiki Kiyonao (1892–1942)

- Ichihara, Ryōta (* 1998), japanischer Fußballspieler
- Ichihara, Seiki, japanischer Fußballtrainer
- Ichihashi, Ari (* 1977), japanische Langstreckenläuferin
- Ichihashi, Tokizō (* 1909), japanischer Fußballspieler
- Ichihō, Michi (* 1978), japanische Schriftstellerin
- Ichijō (980–1011), 66. Tennō von Japan (986–1011)
- Ichijō Kanesada (1543–1585), Familienoberhaupt der Tosa-Ichijō
- Ichijō Kaneyoshi (1402–1481), dreimaliger japanischer Regent, Poet und Gelehrter
- Ichijō Sanetsune (1223–1284), zweimaliger Regent für japanische Herrscher und Stammvater der Ichijō-Adelsfamilie
- Ichijō, Nobutatsu (1539–1582), Samurai der Sengoku-Zeit
- Ichijō, Norifusa (1423–1480), japanischer Regent, zweites Oberhaupt der Tosa-Ichijō-Familie
- Ichijō, Tsunetsugu (1358–1418), japanischer Hofadliger und Gelehrter des Namboku-chō und der frühen Muromachi-Zeit.
- Ichikawa, Akinori (* 1998), japanischer Fußballspieler
- Ichikawa, Beian (1779–1858), japanischer Kalligraph und Poet
- Ichikawa, Daisuke (* 1980), japanischer Fußballspieler
- Ichikawa, Fusae (1893–1981), japanische Frauenrechtlerin und Politikerin
- Ichikawa, Hideo (* 1945), japanischer Jazzpianist und Keyboarder
- Ichikawa, Hikotarō (1896–1946), japanischer Diplomat
- Ichikawa, Jun (1948–2008), japanischer Filmregisseur und Drehbuchautor
- Ichikawa, Kana (* 1991), japanische Sprinterin
- Ichikawa, Kei, japanische Mangaka
- Ichikawa, Keita (* 1990), japanischer Fußballspieler
- Ichikawa, Kon (1915–2008), japanischer Filmregisseur

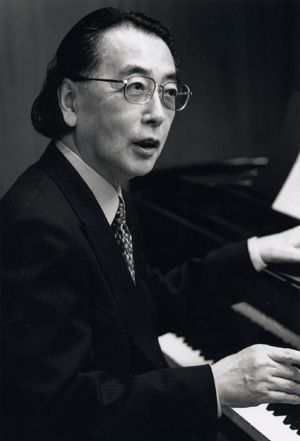
Toshi Ichiyanagi (1933–2022)

- Ichikawa, Masahiko (* 1985), japanischer Fußballspieler
- Ichikawa, Masatoshi (* 1961), japanischer Radrennfahrer
- Ichikawa, Raizō VIII. (1931–1969), japanischer Schauspieler
- Ichikawa, Sadanji (1880–1940), japanischer Kabukischauspieler
- Ichikawa, Saō (* 1979), japanische Schriftstellerin
- Ichikawa, Shōichi (1892–1945), Politiker (Japan)
- Ichikawa, Taisei (* 2000), japanischer Tennisspieler
- Ichikawa, Takuji (* 1962), japanischer Schriftsteller
- Ichikawa, Utaemon (1907–1999), japanischer Filmschauspieler
- Ichikawa, Yasuo (* 1942), japanischer Politiker
- Ichikawa, Yui (* 1986), japanische Schauspielerin
- Ichikawa, Yūki (* 1987), japanischer Fußballspieler
- Ichikawa, Yuma (* 1998), japanischer Fußballspieler
- Ichiki, Kiyonao (1892–1942), Oberst der kaiserlich japanischen ArmeeIchiki Kiyonao (1892–1942)
- Ichiki, Ryūichi (* 1998), japanischer Fußballspieler
- Ichiko, Teiji (1911–2004), japanischer Literaturwissenschaftler
- Ichimada, Hisato (1893–1984), japanischer Banker und Politiker
- Ichimaru, Mizuki (* 1997), japanischer Fußballspieler
- Ichimi, Kazunari (* 1997), japanischer Fußballspieler
- Ichimiya, Kenta (* 1998), japanischer Fußballspieler
- Ichimori, Jun (* 1991), japanischer Fußballspieler
- Ichimura, Atsushi (* 1984), japanischer Fußballspieler
- Ichimura, Kazuaki (* 1957), japanischer Eisschnellläufer
- Ichimura, Kiyoshi (1900–1968), japanischer Unternehmer
- Ichimura, Sanjirō (1864–1947), japanischer Gelehrter auf dem Gebiet der Asien-Wissenschaft
- Ichinohe, Hyōe (1855–1931), General der kaiserlich japanischen Armee
- Ichinohe, Kurumi (* 2004), japanische Skispringerin
- Ichinohe, Seitaro (* 1996), japanischer Eisschnellläufer
- Ichinohe, Shigeto (* 1980), japanischer Skispringer
- Ichinohe, Tsuyoshi (* 1976), japanischer Skispringer und Nordischer Kombinierer
- Ichinojō, Takashi (* 1993), mongolischer Sumōringer
- Ichinose, Taiju (* 2002), japanischer Fußballspieler
- Ichise, Nana (* 1997), japanische Fußballspielerin
- Ichise, Takashige (* 1961), japanischer Filmproduzent und Drehbuchautor
- Ichiyama, Mao (* 1997), japanische Langstreckenläuferin
- Ichiyanagi, Toshi (1933–2022), japanischer KomponistToshi Ichiyanagi (1933–2022)
- Ichiyanagi, Yūgo (* 1985), japanischer Fußballspieler
- Ichō, Chiharu (* 1981), japanische Ringerin
- Ichō, Kaori (* 1984), japanische Ringerin
- Ichon, Eduard (1811–1890), deutscher Unternehmer
- Ichon, Eduard (1879–1943), deutscher Theaterregisseur und -intendant
- Ichord, Richard Howard (1926–1992), US-amerikanischer Politiker
- Ichovski, Philip (* 1991), österreichischer Volleyball-Nationalspieler
- Ichsanow, Maxim Firdaussowitsch (* 1985), russischer Biathlet
- Ichsanowa, Naschiba (1938–2021), sowjetische und tatarische Schauspielerin und Autorin
- Ichtijarow, Bachtijor (1940–2021), usbekischer Schauspieler
- Ichtiyar, Hischam al- (1941–2012), syrischer Militär

### Ici
- İçier, İlayda (* 2004), deutsche Fußballtorhüterin

### Ick
- Icke, David (* 1952), britischer Publizist und FußballspielerDavid Icke (* 1952)

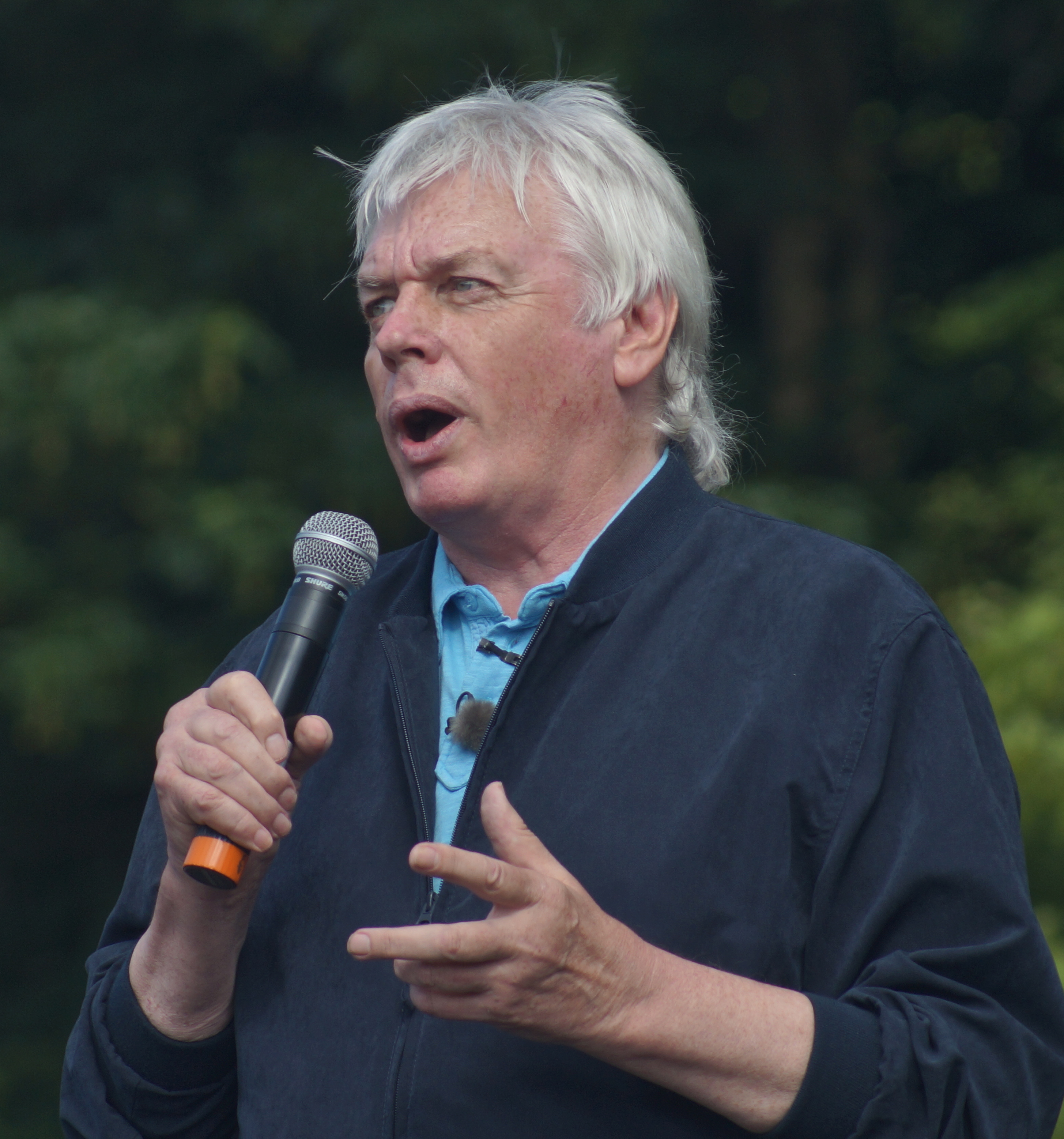
David Icke (* 1952)

- Ickelsamer, Valentin († 1547), deutscher Grammatiker
- Ickelsheimer, Jacob, bayerischer Hofgärtner
- Ickerodt, Ulf (* 1966), deutscher prähistorischer Archäologe
- Ickerott, Jonas (* 1989), deutscher Volleyballspieler
- Ickes, Ferdinand (* 1911), deutscher Radrennfahrer
- Ickes, Harold L. (1874–1952), US-amerikanischer Politiker
- Ickler, Bernd (1945–1963), deutsches Todesopfer an der innerdeutschen Grenze
- Ickler, Gustav (1870–1951), Schlosser, Gewerkschaftsvorsitzender und Mitglied des Deutschen Reichstags
- Ickler, Theodor (* 1944), deutscher Germanist und Kritiker der Rechtschreibreform (1996)
- Ickrath, Joachim (* 1940), deutscher Maler und Graphiker
- Ickrath, Sebastian (* 1965), deutscher Maler und Grafiker
- Ickstadt, Alois (* 1930), deutscher Pianist und Musikpädagoge
- Ickstadt, Heinz (* 1936), deutscher Literaturwissenschaftler
- Ickstadt, Katja (* 1965), deutsche Statistikerin
- Ickstatt, Fanny von (1767–1785), deutsche Schriftstellerin
- Ickstatt, Johann Adam von (1702–1776), deutscher Hochschullehrer, Direktor der Universität Ingolstadt
- Ickx, Jacky (* 1945), belgischer Formel-1- und Sportwagen-RennfahrerJacky Ickx (* 1945)

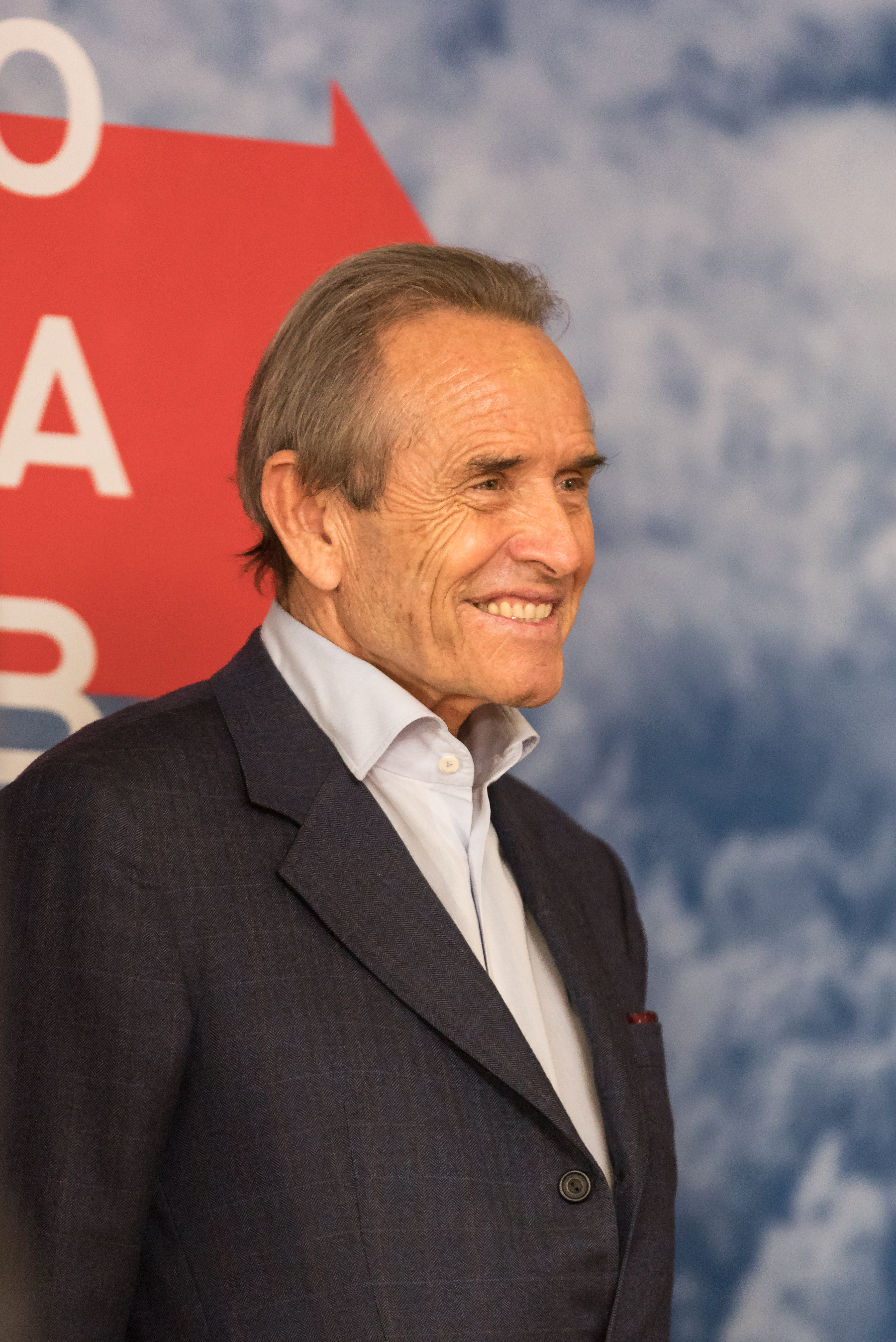
Jacky Ickx (* 1945)

- Ickx, Johan (* 1962), belgischer Kirchenhistoriker, Kurienbeamter und Archivdirektor
- Ickx, Mario (* 1984), belgischer Radrennfahrer
- Ickx, Pascal (* 1937), belgischer Rennfahrer
- Ickx, Vanina (* 1975), belgische Rennfahrerin

### Ico
- Icoski, Gjorgji (* 1984), nordmazedonischer Biathlet und Skilangläufer

### Ict
- İçten, Koray (* 1987), türkischer Fußballspieler

### Icu
- İçuz, İbrahim (* 1996), türkischer Fußballspieler

### Icy
- Icyda, Lee (* 1979), US-amerikanische Seglerin und Segeltrainerin